# Евразия
Евразия е общата земна повърхност на континентите Европа и Азия. Като едно цяло Евразия е най-големият по площ континент на Земята. Географски Евразия представлява един континент, но по исторически причини е прието северозападната част, разположена отвъд планината Урал, да се приема като отделен континент Европа, а останалата част – като континент Азия. Спорно е къде точно минава югоизточната граница на Европа с Азия. До края на XX век е приемана за такава граница линията, свързваща най-североизточния залив на Черно море с най-северната точка на Каспийско море. През последните години задуралски държави като Армения, Грузия, Азербайджан, а също и Турция усилено лансират идеята за свое бъдещо участие в европейското политическо семейство.
Евразия граничи на север със Северния ледовит океан, на юг – с Индийския океан, на запад – с Атлантическия океан, а на изток – с Тихия океан.
Политическата карта не съвпада напълно с физикогеографската. Физическата география разделя парчетата суша на континенти и острови в зависимост от големината им. Така във физикогеографски смисъл извън континенталната част на Евразия попадат:
- Япония, разположена на едноименния архипелаг;
- Филипините, Индонезия, Бруней, Сингапур, Източен Тимор и Папуа-Нова Гвинея, разположени върху Малайския архипелаг;
- Шри Ланка, разположена върху остров Цейлон;
- Малдивите на едноименния архипелаг;
- остров Бахрейн;
- Великобритания, Ирландия и Исландия;
- всички острови в Средиземно море – гръцките острови, Кипър и Малта;
- руските острови в Северния ледовит океан (о. Нова земя и др.).

Евразия обхваща около 52 990 000 км², което представлява 36,2% от сушата на Земята. Населението е около 4,6 милиарда души, което се равнява на 65% от населението на планетата. Първите заселници в Евразия са дошли от Африка преди около 60 – 125 хиляди години.